# Xanthophyllum lineare
Xanthophyllum lineare là một loài thực vật có hoa trong họ Polygalaceae. Loài này được (Meijden) W.J.de Wilde & Duyfjes mô tả khoa học đầu tiên năm 2005.